# Courbette (gemeente)
Courbette is een gemeente in het Franse departement Jura in de regio Bourgogne-Franche-Comté en telt 40 inwoners (2009). De plaats maakt deel uit van het arrondissement Lons-le-Saunier.

## Geschiedenis
Op 22 maart 2015 werd het kanton Conliège, waar de gemeente deel van uitmaakte, opgeheven en werd Courbette opgenomen in het kanton Moirans-en-Montagne.

## Geografie
De oppervlakte van Courbette bedraagt 2,7 km², de bevolkingsdichtheid is dus 14,8 inwoners per km².

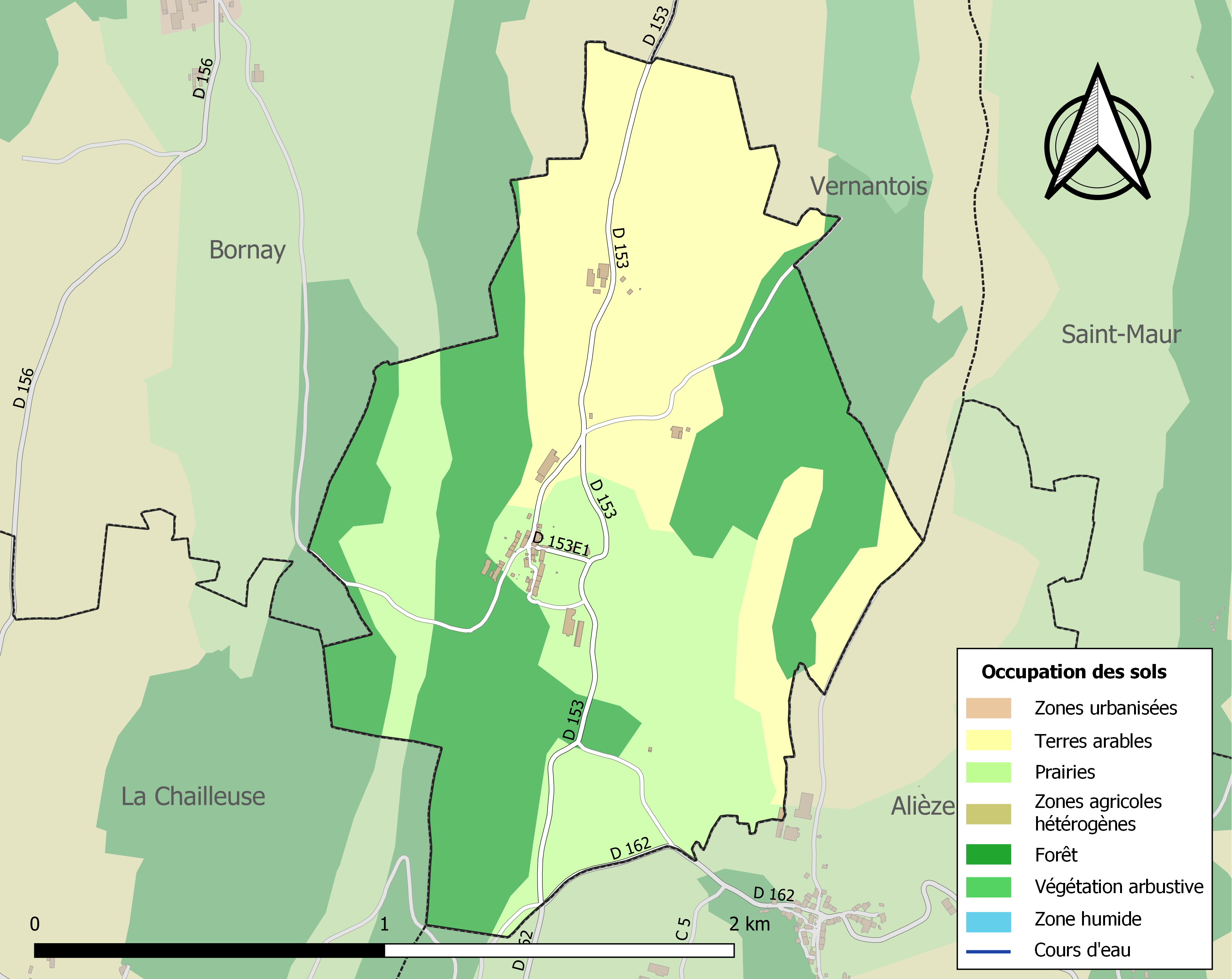
Kaart van de gemeente met de belangrijkste infrastructuur, bodemgebruik en omliggende gemeenten

## Demografie
Onderstaande figuur toont het verloop van het inwonertal (bron: INSEE-tellingen).